# Esplanade (Eisenach)

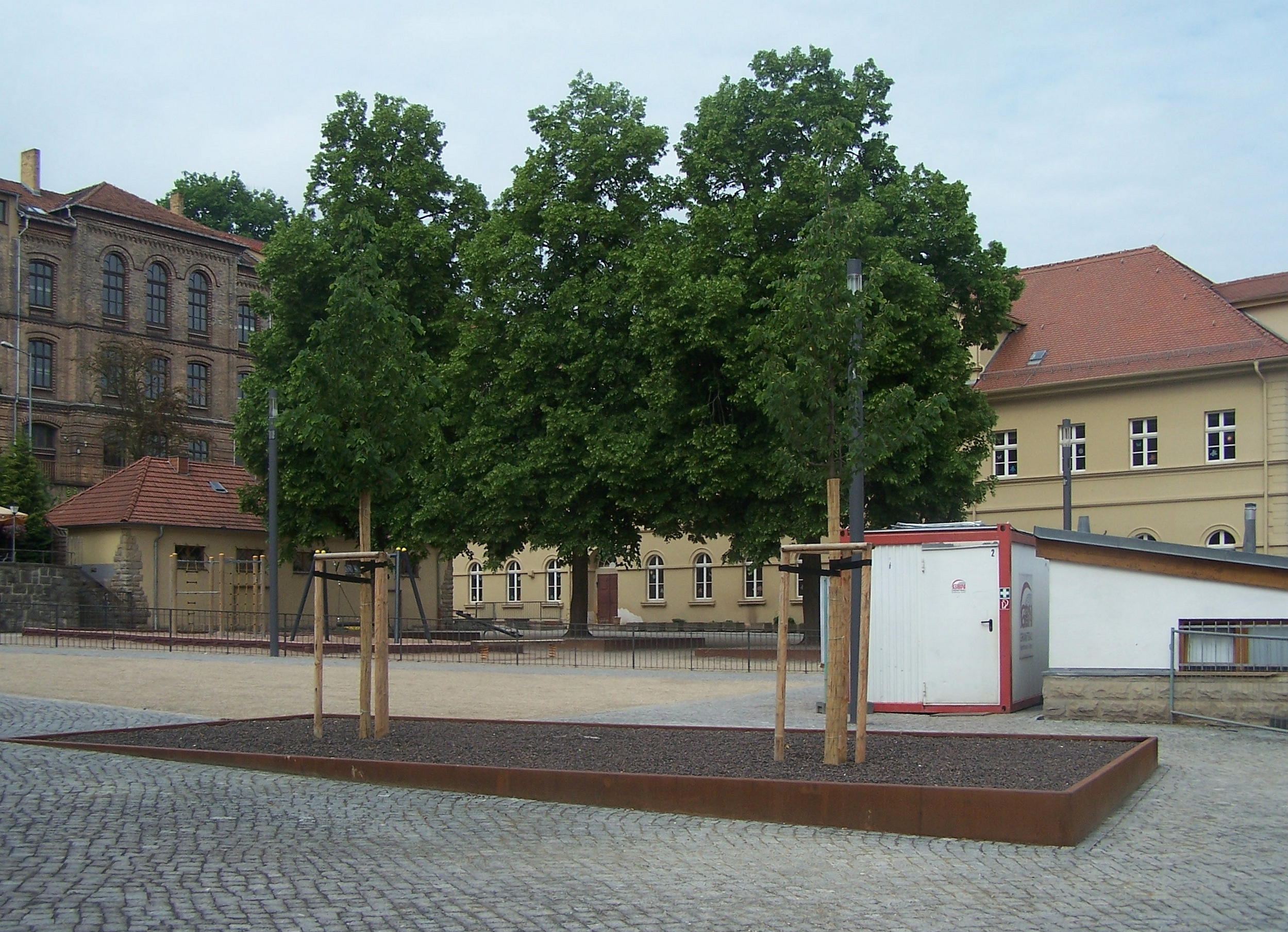
Die Esplanade im Jahr 2016 nach der Neugestaltung, dahinter die Georgenschule

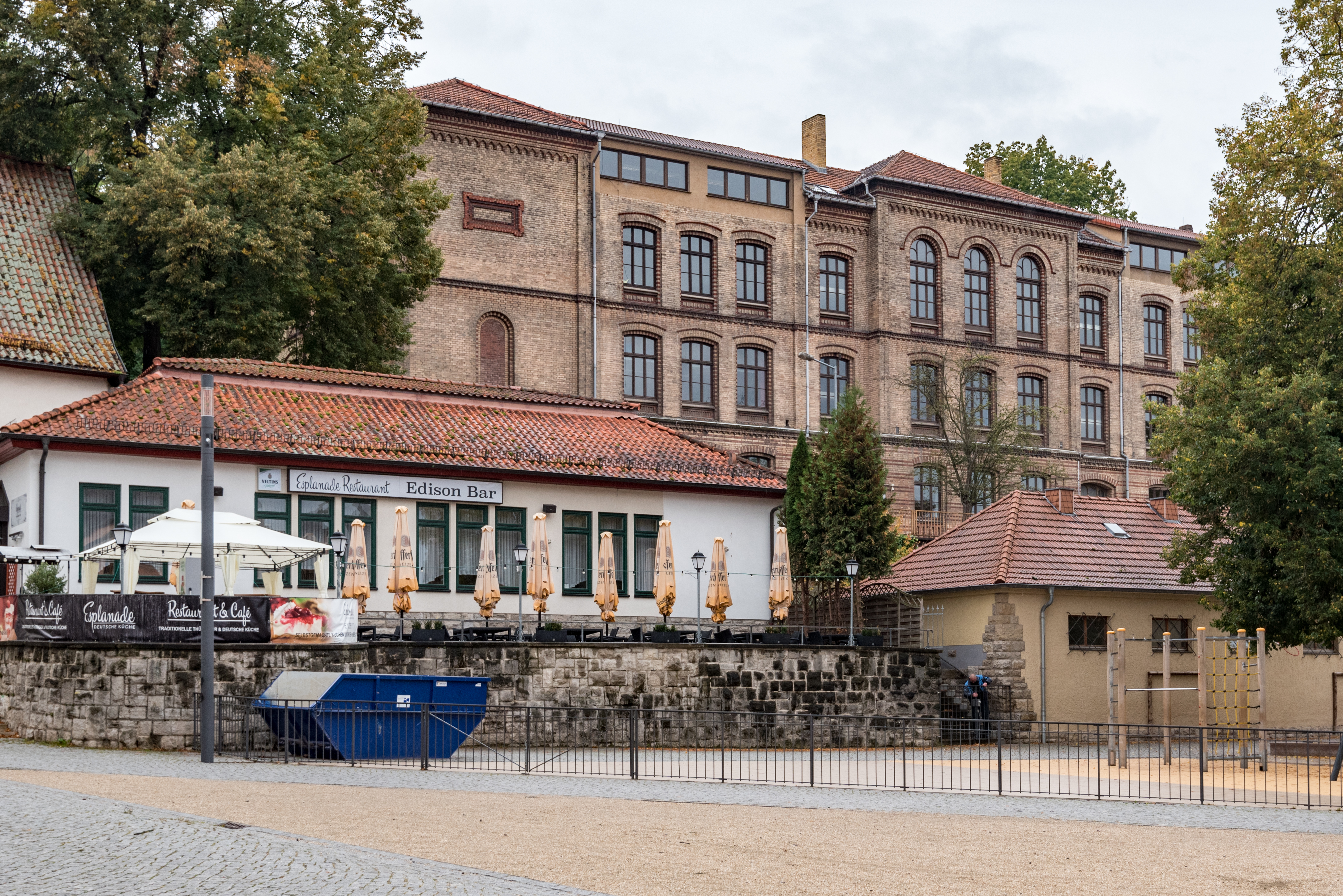
Südseite, dahinter die Goetheschule

Die Esplanade ist ein Platz im Stadtzentrum von Eisenach in Thüringen.

## Lage
Die Esplanade liegt inmitten der Altstadt von Eisenach in unmittelbarem Anschluss an das Südende des Eisenacher Marktplatzes. Unmittelbar nördlich befindet sich die Georgenkirche, nach Osten wird die Esplanade vom Residenzhaus und dem mit diesem baulich verbundenen Creutznacher Haus begrenzt, im Westen von der Georgenschule, als deren Schulhof sie teilweise dient. Im Süden befinden sich eine Bar und ein Restaurant sowie ein Durchgang zum Lutherplatz.

## Geschichte
Die Esplanade war Standort des alten Residenzschlosses, das im 17. Jahrhundert mit den Creutznacher Haus baulich verbunden und in den 1740er Jahren zu weiten Teilen abgebrochen wurde. Seither diente der Platz als Freifläche, Veranstaltungsfläche und Schulhof der benachbarten Georgenschule.
2015 begannen umfangreiche Arbeiten zur Sanierung und Neugestaltung der Esplanade. Bei den Arbeiten wurden Mauerreste des alten Residenzschlosses und eines weiteren Gebäudes gefunden, welche von Archäologen der Pfarrschule zu St. Georgen zugeordnet wurden, die Martin Luther von 1498 bis 1501 besuchte.
Im März 2023 beschloss der Stadtrat, den Platz in Avital Ben-Chorin-Platz umzubenennen, nach der aus Eisenach stammenden Holocaustüberlebenden und Ehrenbürgerin Avital Ben-Chorin.